# あらばしり
『あらばしり』は、企画原案：橘ケンチ、平沼紀久、作画：タクミユウによる日本の漫画作品。「マガジンポケット」（講談社）にて2020年12月18日から2022年1月21日まで連載された。日本酒に関する活動を行っているEXILE・EXILE THE SECOND所属の橘が、平沼とともに共同原案を担当した作品で、東京の街角にある日本酒の店を舞台にした日本酒擬人化漫画。
2025年1月から3月まで、読売テレビにてテレビドラマが放送された。

## 書誌情報
- 橘ケンチ・平沼紀久（企画原案） / タクミユウ（作画） 『あらばしり』 講談社〈少年マガジンコミックス〉、全2巻
  1. 写真集付き、2021年8月6日発売[4]、ISBN 978-4-06-524033-5
    - 通常版は電子書籍のみの発売[5]。

  2. 2023年3月9日発売[6]、ISBN 978-4-06-529410-9

## テレビドラマ
2025年1月10日（9日深夜）から3月28日（27日深夜）まで読売テレビ「ドラマDiVE」枠で放送された。主演は藤原樹（THE RAMPAGE）。

### キャスト

#### 主要人物
伊藤吟
演 - 藤原樹（THE RAMPAGE）（幼少期：近江晃成）
亡くなった祖父・金蔵が営んでいた酒屋を継ぐ。

#### 日本酒
金蔵の特殊な力で人間の姿になった日本酒。
一歩己（いぶき）
演 - 西山潤
福島県古殿町 豊国酒造で作られている酒。
赤武（あかぶ）
演 - 市川知宏
岩手県盛岡市 赤武酒造で作られている酒。
加茂錦（かもにしき）
演 - 大倉空人
新潟県加茂市 加茂錦酒造で作られている酒。
篠峯（しのみね）
演 - 吉田健悟
奈良県御所市 千代酒造で作られている酒。着物を着ており、関西弁でしゃべる。
村祐（むらゆう）
演 - 青山凌大
新潟県新潟市秋葉区 村祐酒造で作られている酒。革ジャンを着たバイク乗り。
屋守（おくのかみ）
演 - 後藤拓磨
東京都東村山市 豊島屋酒造で作られている酒。

#### 周辺人物
伊藤金蔵
演 - 渡辺哲
吟の祖父。故人。客が笑顔になる酒屋を営んでいた。日本酒を人間の姿にする特殊な力（幻想上槽・げんそうじょうそう）を持っていた。
伊藤澄子
演 - 横山めぐみ（幼少期：沢田優乃）
吟の母。金蔵の娘。シングルマザーで吟を育てた。

#### ゲスト
第1話
- 鶴田ゆり（雑誌編集者） - 浅川梨奈
- 木越明、新美直己

第2話
- 姫野泰希（インフルエンサー） - ゆうたろう（第8話）
- 宝田澪（弁護士） - 大山真絵子（第3話 - 第7話・第11話・最終回）

第3話
- 白滝如水（老舗食器メーカーの3代目社長） - 青山めぐ（第5話・第8話）

第6話
- 奈良間大吾郎（町内会長・常連客） - 肥後克広（第1話）
- 洋子（昔の常連客・屋守推し） - 赤司まり子
- 博美（洋子の娘） - しのへけい子
- 客 - 日中泰景
- 博美の友人 - 川島美衣、篠田悦子

第7話
- 宗玄（石川県珠洲市の宗玄酒造で作られている日本酒） - 淵上泰史
- 和香（服飾専門学校生） - 菊池和澄（第6話・第8話）
- 紗良、結菜（和香の専門学校の友人） - 加藤菜津（第6話・第8話）、石川翔鈴（第6話）

第8話
- マッコリ - イ・シガン
- 客 - 稲野辺祐二

第9話 - 第10話
- 鉄矢（勝義の元で働く大工） - 福山康平（最終回）
- 路乃（鉄矢の婚約者） - 木﨑ゆりあ
- 勝義（工務店の親方・路乃の父） - 井上肇（最終回）
- トラ（勝義の元で働く大工） - 清水優
- サチヤ（勝義の元で働く見習い大工） - 林優大

第11話
- 正田誠（日本酒の蔵元） - 阿部翔平

### スタッフ
- 原作 - 漫画：タクミユウ、企画原案：橘ケンチ・平沼紀久『あらばしり』（講談社「マガジンポケット」所載）[3][7]
- 演出 - 長尾くみこ、伊藤彰記[3][7]
- 脚本 - ニシオカ・ト・ニール[3][7]
- 音楽 - 櫻井智子[3][7]
- オープニング主題歌 - KAZ「Second Wave」（avex trax）[7]
- エンディング主題歌 - 原因は自分にある。「多分、僕のソネット」（SDR）[7]
- スペシャルサンクス - 豊国酒造合資会社、赤武酒造株式会社、加茂錦酒造株式会社、千代酒造株式会社、村祐酒造株式会社、豊島屋酒造株式会社
- 撮影協力 - 古民家カフェ 蓮月
- チーフプロデューサー - 三上順治
- プロデューサー ｰ  吉田卓麻、汐口武史、多鹿雄策、岸田直子、枝見洋子、岡宅真由美
- 製作 - 「あらばしり」製作委員会[3][7]
- 制作 - 日テレアックスオン[3][7]

### 放送日程
| 話数   | 放送日  | サブタイトル                       | サブタイトル                       | 演出       |
| 話数   | 放送日  | 本放送                             | 配信                               | 演出       |
| ------ | ------- | ---------------------------------- | ---------------------------------- | ---------- |
| 第1話  | 1月10日 | 不思議な酒屋                       | 不思議な酒屋                       | 長尾くみこ |
| 第2話  | 1月17日 | 必要な人に見えるお酒               | あの名酒がイケメンに!?             | 長尾くみこ |
| 第3話  | 1月24日 | イケメン日本酒が勢ぞろい           | イケメン日本酒が勢ぞろい           | 長尾くみこ |
| 第4話  | 1月31日 | 消えた日本酒                       | 消えた仲間とじいちゃんの思い       | 長尾くみこ |
| 第5話  | 2月07日 | 日本酒のマリアージュ               | マリアージュでおもてなし           | 長尾くみこ |
| 第6話  | 2月14日 | アゲアゲ日本酒フェス               | ブチアゲ日本酒フェス               | 伊藤彰記   |
| 第7話  | 2月21日 | ダンディな一杯が救う友情崩壊の危機 | ダンディな一杯が救う友情崩壊の危機 | 伊藤彰記   |
| 第8話  | 2月28日 | マッコリでほっこり                 | マッコリでほっこり                 | 長尾くみこ |
| 第9話  | 3月07日 | 嵐を呼ぶ婚約者                     | 嵐を呼ぶ婚約者                     | 長尾くみこ |
| 第10話 | 3月14日 | 絡まった心のほぐし方               | 絡まった心のほぐし方               | 長尾くみこ |
| 第11話 | 3月21日 | 日本酒が消える?店売却の危機        | 日本酒が消える?店売却の危機        | 長尾くみこ |
| 最終話 | 3月28日 | 吟と祖父の思いを日本酒に託して     | 吟と祖父の思いを日本酒に託して     | 長尾くみこ |

- 第10話は前日放送の『news zero』拡大放送（23:00 - 翌0:09）のため、11分繰り下げられ、1時10分 - 1時40分に放送された。

### 放送局
| 放送期間                | 放送時間                     | 放送局           | 対象地域   | 備考                                |
| ----------------------- | ---------------------------- | ---------------- | ---------- | ----------------------------------- |
| 2025年1月10日 - 3月28日 | 金曜 0:59 - 1:29（木曜深夜） | 読売テレビ       | 近畿広域圏 | 制作局                              |
| 2025年1月12日 - 3月30日 | 日曜 1:00 - 1:30（土曜深夜） | 福岡放送         | 福岡県     |                                     |
| 2025年1月19日 - 4月13日 | 日曜 1:30 - 2:00（土曜深夜） | 鹿児島讀賣テレビ | 鹿児島県   |                                     |
| 2025年1月22日 - 3月31日 | 水曜 1:49 - 2:19（火曜深夜） | 中京テレビ       | 中京広域圏 | 3月31日に2話連続放送（2:40 - 3:37） |
| 2025年2月20日 -         | 木曜 1:29 - 1:59（水曜深夜） | 福島中央テレビ   | 福島県     | [ 30 ]                              |

| 読売テレビ ドラマDiVE                    | 読売テレビ ドラマDiVE                  | 読売テレビ ドラマDiVE                |
| 前番組                                   | 番組名                                 | 次番組                               |
| ---------------------------------------- | -------------------------------------- | ------------------------------------ |
| つづ井さん （2024年10月11日 - 12月27日） | あらばしり （2025年1月10日 - 3月28日） | 子宮恋愛 （2025年4月11日 - 6月27日） |